# チーム青森
チーム青森（チームあおもり）は、青森県カーリング協会に所属する女子カーリングチームである。
チーム青森は、2006年トリノオリンピックおよび2010年バンクーバーオリンピックの女子カーリング日本代表チームの権利を獲得し、同大会に出場した。2010年以降、カーリングが盛んな地域に、ロコ・ソラーレ、北海道銀行フォルティウス、チーム富士急などの新たなカーリングチームが設立されたこともあり、所属選手不足に陥り、2013年春から活動をしていない。

## 来歴
（シーズン表記は世界カーリング連盟の定める区分に従い、各年7月1日を初日とし翌年6月30日を終日とする）

### チーム発足まで
- 2002年4月、ソルトレイクシティ冬季オリンピックカーリング競技女子日本代表チーム「シムソンズ」のメンバー、小野寺歩（現姓：小笠原）、林弓枝（現姓：船山）の両名が、同チーム解散後も競技生活を継続し、次期冬季五輪への出場を実現するため、当時、青森市の助役佐藤健一の紹介で財団法人青森市文化スポーツ振興公社に、カーリングの指導などを業務とする嘱託職員として就職。
- 2003年4月、小野寺の誘いに呼応し、青森県内の大学に進学した「空知こざくら」の目黒萌絵・寺田桜子を加えた4名で「フォルティウス」（五輪標語"Citius, Altius, Fortius." =「より速く、より高く、より強く」に由来）を結成[2]。なお、「フォルティウス」の名は2010年に小笠原・船山が中心となって札幌で結成されたチームの名称として再び使用されている（2011年4月から2021年11月まではスポンサー名を冠した北海道銀行フォルティウスとして活動）。

### 2003年-2004年シーズン
- 2月、第21回日本カーリング選手権優勝。
- 3月、06年トリノ五輪日本代表候補強化合宿兼選考会にて優勝。なお日本カーリング協会（JCA）の規約改正（スキップの名前をチーム名に入れる）により、同選考会時の公式チーム名は「チーム目黒」を使用していた。

### 2004年-2005年シーズン
- 10月、カナダ・ブリティッシュコロンビア州カムループスで開催されたワールドカーリングツアー（WCT）「バートン保険ブローカー・カーリング王冠」でツアー初優勝を飾る[3]。この年のカナダ遠征ではツアー5試合に出場、他4試合は予選落ち。
- 11月、第14回パシフィックカーリング選手権優勝。2005年開催の第27回世界女子カーリング選手権への出場権を獲得する。この時点で日本カーリング協会は「チーム目黒」を2006年トリノ冬季オリンピックカーリング競技女子日本代表の最有力候補と目しており、翌年開催の第22回日本カーリング選手権に優勝し、かつ前述の世界選手権において日本の五輪カーリング競技（女子）出場権獲得が達成された場合、同チームをトリノ五輪代表に決定する方針を表明していた[4]。
- 2月、軽井沢国際カーリング選手権大会優勝。
- 同大会大会閉幕後、スキップの目黒が負傷（凍結した歩道で転倒、足を骨折）によりチームを一時離脱。同月開催の第22回日本カーリング選手権、3月開催の第27回世界女子カーリング選手権には「マリリンズ」～「河西建設女子」の本橋麻里（後に正式加入）を加えて臨んだ。
- 2月、第22回日本カーリング選手権出場。最終順位は2位。なお同選手権では日本カーリング協会の規約改正に伴い、チーム名を「青森県協会」に改めている。
- 同選手権における「チーム土屋」（=「チーム長野」）との対戦結果（予選・決勝リーグとも敗退）を鑑みた日本カーリング協会が、協議の結果「オリンピック冬季競技大会日本代表（女子）選考会」の開催を決定。代表権獲得の条件として、「（国際試合で実績が上回る）「青森県協会（=チーム青森）」には1勝、「チーム土屋（=「チーム長野」）」には2勝すること」を課した[5]。
- 3月、第27回世界女子カーリング選手権出場。最終順位は9位。この結果、2006年トリノ五輪カーリング競技における日本女子チームの出場権（同選手権における過去3年間の国別ポイントの累積によって決定される。この場合は2003～2005年の累積）を獲得。なお同選手権ではリザーブとして「スーパーラヴァーズ」の小林愛が起用された。
- 4月、本橋麻里が青森明の星短期大学への進学に伴い、正式に加入。
- 5月、目黒が復帰。

### 2005年-2006年シーズン
- 10月、カナダ遠征。WCT4試合に参加し2位1回、3位1回、予選落ち2回。
- 11月、トリノオリンピック女子カーリング日本代表決定戦出場。第1戦に勝利し、2006年トリノ冬季オリンピック日本代表権を獲得する。
- 2月、トリノ冬季オリンピックカーリング競技女子出場。最終順位は7位。
- 3月、第23回日本カーリング選手権優勝。2006年開催の第16回パシフィックカーリング選手権への出場権および、2007年開催の第29回世界女子カーリング選手権日本代表の内定を得る[6]。
- 3月31日、青森市文化スポーツ振興公社より小野寺と林が退職[7]。
- 5月1日、東北運動記者会より東北運動記者特別賞が授与される[8]。
- 5月17日、小野寺・林が競技の第一線から退き、休養する意向を公式に表明[9]。 目黒、寺田、本橋の3人は現役を続行して2010年開催のバンクーバー冬季オリンピック出場を目指す意思を表明した。
- 5月19日、主力メンバー（小野寺、林）の離脱に伴う「チーム青森」の戦力低下を考慮した日本カーリング協会が、協議により「チーム青森」、「チーム長野」の両者による「2007年世界女子カーリング選手権大会日本代表チーム選考会」の開催を決定[10]。
- 5月28日、「GALLOP」から山浦麻葉が正式加入[11]。それに伴いポジション編成を刷新。（後述の「選手」の項目を参照）

### 2006年-2007年シーズン
- 10月、カナダ遠征。WCT4試合に参加し予選落ち4回。
- 11月、第16回パシフィックカーリング選手権出場。最終順位は3位。この大会のみ、馬渕恵がリザーブとして帯同。
- 12月17日、2007年世界女子カーリング選手権大会日本代表チーム選考会出場。「全5戦中3勝したチームが代表権を得る」という条件の下、3勝2敗で代表権を獲得。この大会より翌年3月の世界選手権まで、北海道大学カーリングサークルの余湖明日香がリザーブとして帯同。
- 1月、冬季ユニバーシアードトリノ大会カーリング競技出場。最終順位は3位[12]。
- 1～2月、軽井沢国際カーリング選手権大会2007出場。最終順位は3位[13]。
- 2月、第24回日本カーリング選手権優勝。
- 3月、第29回世界女子カーリング選手権大会出場。最終順位は8位（タイ）[14]。

### 2007年-2008年シーズン
- 9月、寺田が体調不良を理由として休養する意向を公表[15]。新メンバーとして元東光舗道・河西建設の石崎琴美が加入[16]。
- 10月、カナダ・アルバータ州メディシンハットで開催されたWCT「メイヤーズ・ノリス・ペニーチャリティクラシック」でツアー2勝目[17]。この年のカナダ遠征ではWCT4試合に参加し、優勝1回、5位1回、予選落ち2回。
- 11月、第17回パシフィックカーリング選手権出場。最終順位は2位。 なお2試合総当たり戦終了時の成績は7勝1敗で中国チームと1位タイであった。そのため事前に行われた[18]、両チーム各4人がストーンを投げ、ハウスの中心までの合計距離を競う「チームドロー」の結果により順位が決定[19]、日本チーム（=「チーム青森」）は同選手権2位となった。その後、同選手権ルールにより[20]同3位の韓国チームと世界選手権出場チーム決定戦を行い、これに勝利。日本女子チームの第30回世界女子カーリング選手権（2008年開催）への出場権を獲得した[21]。
- 12月、休養中だった寺田桜子がチームからの離脱を表明。それに伴い石崎琴美が正式メンバーとして加入[22]。
- 1月、欧州遠征。WCT2試合に参加し、予選落ち2回。
- 1月21日、第17回パシフィック選手権大会にリザーブとして出場した近江谷杏菜が正式メンバーとして加入[23]。
- 2月、第25回日本カーリング選手権優勝。同年3月に開催される第30回世界女子カーリング選手権の代表権を獲得した[24]。
- 2月、軽井沢国際カーリング選手権出場。準優勝[25]。
- 3月、第30回世界女子カーリング選手権出場。最終順位は日本代表として過去最高の4位[26]。

### 2008年-2009年シーズン
- 10月、カナダ遠征。WCT3試合に参加し、予選落ち3回。
- 11月、第18回パシフィックカーリング選手権出場。最終順位は3位で世界選手権への出場を逃す[27]。
- 1月、欧州遠征。WCT2試合に参加し、3位1回、予選落ち1回。
- 2月、軽井沢国際カーリング選手権出場。3位[28]。
- 2月、第26回日本カーリング選手権優勝[29]、同選手権史上初の4連覇。同年11月に開催される第19回パシフィックカーリング選手権の代表権を獲得した[30]。

### 2009年-2010年シーズン
- 10月、カナダ・ブリティッシュコロンビア州バーノンで開催されたWCT「ツイン・アンカーズ招待」でツアー3勝目を上げる[31]。カナダ遠征ではツアー5試合に出場し優勝1回、3位2回、予選落ち2回。
- 11月7日、青森市スポーツ会館で開催したバンクーバーオリンピック女子カーリング競技日本代表チーム決定戦で、2勝のアドバンテージを含めた4勝0敗でチーム長野に勝利し、トリノ五輪に続き2大会連続の五輪出場を決める[32]。
- 第19回パシフィックカーリング選手権： 2位　世界選手権への出場権を獲得
- 12月10日、オリンピックでのチームとしてのシンボルマーク及び『クリスタル・ジャパン』という新ニックネームを発表する[33]。
- 1月、欧州遠征。WCT2試合に出場し、2位1回、5位1回。
- 2月、バンクーバー冬季オリンピックカーリング競技女子出場。最終順位は8位。
- 3月、第27回日本カーリング選手権優勝。同年11月開催の第20回パシフィックカーリング選手権への出場権の内定を得る。
- 3月、第32回世界女子カーリング選手権出場。最終順位は11位。
- 6月21日、目黒が競技の第一線から退き、引退する意向を公式に表明[34]。それに伴い元東光舗道・河西建設の青田しのぶが正式メンバーとして加入。他のメンバーは現役を続行して2014年開催のソチオリンピックを目指す意向を表明した。

### 2010年-2011年シーズン
- 8月16日、本橋がチーム青森を脱退し、北海道北見市にて新チーム「ロコ・ソラーレ」を結成することを表明した。[35]
- 10月-11月、カナダ遠征。WCT4試合に出場し予選落ち4回。
- 第20回パシフィックカーリング選手権出場。最終順位は3位で世界選手権への出場を逃す。
- 1月、欧州遠征。WCT2試合に出場し、2位1回。

## 選手
2003年-2006年3月
- 小野寺歩 （右利き：セカンド→サード→スキップ）
- 林弓枝 （右利き：サード→スキップ→サード）
- 本橋麻里 （右利き：リザーブ→セカンド）
- 目黒萌絵 （左利き：スキップ→リード）
- 寺田桜子 （右利き：リード→セカンド→リード→リザーブ）

2006年5月以降
- 目黒萌絵 （左利き：スキップ）
- 本橋麻里 （右利き：サード）
- 山浦麻葉 （右利き：セカンド）
- 寺田桜子 （右利き：リード）

2007年12月以降
- 目黒萌絵 （左利き：スキップ）
- 本橋麻里 （右利き：サード）
- 山浦麻葉 （右利き：セカンド）
- 石崎琴美 （右利き：リード）

2008年1月21日以降
- 目黒萌絵 （左利き：スキップ）
- 本橋麻里 （右利き：サード）
- 山浦麻葉 （右利き：セカンド）
- 石崎琴美 （右利き：リード）
- 近江谷杏菜（右利き：リザーブ）

2009年11月7日（バンクーバーオリンピック代表決定戦）
- 目黒萌絵 （左利き：スキップ）
- 近江谷杏菜（右利き：サード）
- 本橋麻里 （右利き：セカンド）
- 石崎琴美 （右利き：リード）
- 山浦麻葉 （右利き：リザーブ）

2010年11月以降
- 山浦麻葉 （右利き：スキップ→フォース）
- 青田しのぶ（右利き：サード→スキップ）
- 近江谷杏菜 （右利き：セカンド）
- 石崎琴美 （右利き：リード）

2012年5月20日以降
- 山浦麻葉
- 青田しのぶ
- 近江谷杏菜
- 石崎琴美
- 齋藤菜月

2013年・日本カーリング選手権
- 青田しのぶ（スキップ）
- 近江谷杏菜（サード）
- 石崎琴美（リード）
- 齋藤菜月（セカンド）
- 近江谷七海（リザーブ）

暫定的メンバー
- 小林愛 （右利き：リザーブ）
- 馬渕恵 （リザーブ）
- 余湖明日香 （右利き：リザーブ）

## 戦歴
| 大会 / シーズン      | 大会 / シーズン      | 2003–04 | 2004–05 | 2005–06 | 2006–07 | 2007–08 | 2008-09 | 2009–10 | 2010–11 | 2011–12 | 2012–13 |
| -------------------- | -------------------- | ------- | ------- | ------- | ------- | ------- | ------- | ------- | ------- | ------- | ------- |
| 冬季オリンピック     | 冬季オリンピック     |         |         | 7       |         |         |         | 8       |         |         |         |
| 世界選手権           | 世界選手権           |         | 9       |         | 8       | 4       |         | 11      |         |         |         |
| パシフィック選手権   | パシフィック選手権   |         | 1       |         | 3       | 2       | 3       | 2       | 3       |         |         |
| 日本選手権           | 日本選手権           | 1       | 2       | 1       | 1       | 1       | 1       | 1       | 2       | 3       | 5       |
| 東北選手権           | 東北選手権           |         |         |         |         |         |         |         |         | 1       | 1       |
| 冬季ユニバーシアード | 冬季ユニバーシアード |         |         |         | 3       |         |         |         |         |         |         |

2003年-2004年シーズン
- 第21回日本カーリング選手権： 優勝

2004年-2005年シーズン
- 第14回パシフィックカーリング選手権： 優勝
- 軽井沢国際カーリング選手権大会： 優勝
- 第22回日本カーリング選手権： 2位
- 第27回世界女子カーリング選手権： 9位

2005年-2006年シーズン
- オリンピック冬季競技大会日本代表（女子）選考会： 第1戦で「チーム長野」に勝利し、トリノ五輪カーリング競技女子日本代表決定
- トリノ冬季オリンピックカーリング競技女子： 7位
- 第23回日本カーリング選手権： 優勝

2006年-2007年シーズン
- 第16回パシフィックカーリング選手権： 3位
- 2007年世界女子カーリング選手権大会日本代表チーム選考会： 「チーム長野」に勝利し、同選手権代表内定
- 冬季ユニバーシアードトリノ大会： 3位
- 軽井沢国際カーリング選手権大会： 3位
- 第24回日本カーリング選手権： 優勝
- 第29回世界女子カーリング選手権： 8位

2007年-2008年シーズン
- 第17回パシフィックカーリング選手権： 2位
- 軽井沢国際カーリング選手権大会2008：準優勝
- 第25回日本カーリング選手権： 優勝
- 第30回世界女子カーリング選手権： 4位

2008年-2009年シーズン
- 第18回パシフィックカーリング選手権： 3位
- 軽井沢国際カーリング選手権大会2009： 3位
- 第26回日本カーリング選手権： 優勝

2009年-2010年シーズン
- 第19回パシフィックカーリング選手権： 2位
- オリンピック冬季競技大会日本代表（女子）選考会： 「チーム長野」に勝利し、バンクーバー五輪カーリング競技女子日本代表決定
- バンクーバー冬季オリンピックカーリング競技女子： 8位
- 第27回日本カーリング選手権： 優勝
- 第32回世界女子カーリング選手権： 11位

2010年-2011年シーズン
- 第20回パシフィックカーリング選手権： 3位

### ワールドカーリングツアー
ワールドカーリングツアーにおける最高峰の大会シリーズであるグランドスラムの成績。
| 略語の説明 | 略語の説明         |
| ---------- | ------------------ |
| C          | 優勝               |
| F          | 準優勝             |
| SF         | ベスト4            |
| QF         | ベスト6・ベスト8   |
| R16        | ベスト16           |
| Q          | 予選敗退           |
| T2         | ティア2（2部）出場 |
| DNP        | 大会不参加         |
| N/A        | 開催せず           |

#### 旧グランドスラム
| 大会 / シーズン  | 2006–07 | 2007–08 | 2008–09 | 2009–10 | 2010–11 | 2011–12 | 2012–13 |
| ---------------- | ------- | ------- | ------- | ------- | ------- | ------- | ------- |
| オータムゴールド | Q       | Q       | Q       | Q       | Q       | DNP     | DNP     |

## 出版物

### 書籍
- 「カーリングガールズ」(エムジー・コーポレーション、2007年)ISBN 4900253316
- 「カーリング魂。」小野寺歩著(小学館、2007年) ISBN 4093877084

### 雑誌
- Sports Graphic Number 653号(2006年) 青春ストーン

### DVD
- 「国際オリンピック委員会オフィシャルDVD トリノ2006オリンピック冬季競技大会 カーリング」(日活、2006年)
- 「CURLING LIFE －バンクーバーへの道－」(NTTラーニングシステムズ、2007年)
- 「CURLING LIFE2 －2年目の躍進－」(NTTラーニングシステムズ、2008年)

## その他
- トリノオリンピック以前、日本カーリング選手権の観客数は100名程度であった。しかし同五輪閉幕後に開催された第23回日本カーリング選手権では1000人を超え、入場者制限が行われた[36]。
- 2006年5月2日から旅行会社エイチ・アイ・エスのテレビCMに初出演。ハワイアンシャツとショートパンツというスタイルでカーリングをする内容。
- 2007年、NTTラーニングシステムズから広報担当として近藤学が加入。広報加入の背景には阿部晋也コーチが2006年のクリスマスに近藤をスカウトした逸話がある。後に本橋麻里が八甲田ホテルを退社してNTTラーニングシステムズに入社。カーリング界初の所属契約を締結。
- 2009年から2010年までの1年間で17億円の経済効果をもたらしたとされる。
- 2010年5月15日からSUNTORYのテレビCMに選手5人が出演。本橋が炊飯ジャーを路上で滑らせ、おにぎりを朝食として伊藤淳史に差し入れる内容。
- 日本代表としての活動時には日本カーリング協会が設定したカーリング日本代表の愛称である『クリスタル・ジャパン』とも呼ばれた。
- 2017年9月、青田しのぶと齋藤菜月が中心となって『Delight青森』を結成した[37]。応援する会の杉本代表（みちのく銀行会長）は「チーム青森の後継ではなく、全く別立てのチーム」との見解を示している[38]。